# フランスのチーズ
フランスのチーズでは、フランスで生産されるチーズを扱う。

## 概要
フランスでは21世紀初頭現在、350から400種のチーズを生産している。
シャルル・ド・ゴール将軍の「246種ものチーズを持つ国をどうやって治めるというのかね?」という有名な言葉が、この種類の豊富さを表している。またフランスを表す慣用句として「300種のチーズの国」ともいわれている。（異なる数でも呼ばれる）また別の言い回しでは、1年365日間、毎日別のチーズを食べることもできるという。
レミー将軍として知られるジルベール・ルノーの回想録によると、彼のイギリス人の友人であるケリー・ハリソンが第2次世界大戦中のドイツによるフランス占拠中に述べた言葉として、彼は「200種ものチーズを作ることのできるフランスのような国は決して死なない」と語ったという。この引用はイギリス首相ウィンストン・チャーチルの言葉としても用いられる。
約40種のチーズがアペラシオン・ドリジーヌ・コントロレ（AOC）によって産地呼称を保証されている。
2001年より、フランスのチーズ協会L'association Fromages de terroirによって、フランスでは毎年3月29日はチーズの日として定められている。

## チーズ一覧

### AOC指定を受けているチーズ
- AOCチーズの一覧